# Личк (Гегаркуникская область)
Личк (арм. Լիճք) — село в Гегаркуникской области Армении.

## География
Село расположено в юго-западной части марза, к юго-западу от озера Севан, при автодороге , на расстоянии 30 километров к юго-востоку от города Гавар, административного центра области. Абсолютная высота — 1940 метров над уровнем моря.

### Климат
Климат характеризуется как умеренно холодный, влажный (Dfb в классификации климатов Кёппена). Среднегодовая температура воздуха составляет +6,1 °C. Средняя температура самого холодного месяца (января) составляет −5,5 °С, самого жаркого месяца (августа) — +17,1 °С. Расчётная многолетняя норма атмосферных осадков — 1232 мм. Наибольшее количество осадков выпадает в июне (153 мм).

## Население
Численность постоянного населения по состоянию на 1 января 2024 года составляла 5369 человек.
| Год переписи | Население          | Население          | Население          | Население            | Население            | Население            |
| Год переписи | Наличное население | Наличное население | Наличное население | Постоянное население | Постоянное население | Постоянное население |
| Год переписи | Всего              | Мужчины            | Женщины            | Всего                | Мужчины              | Женщины              |
| ------------ | ------------------ | ------------------ | ------------------ | -------------------- | -------------------- | -------------------- |
| 2001         | 4135               | 1885               | 2250               | 5037                 | 2589                 | 2448                 |
| 2011         | 4856               | 2445               | 2411               | 5417                 | 2797                 | 2620                 |

| Год  | Численность | Численность |
| ---- | ----------- | ----------- |
| 1831 | 273         | [ 8 ]       |
| 1897 | 1371        | [ 8 ]       |
| 1926 | 2231        | [ 8 ]       |
| 1939 | 2716        | [ 8 ]       |
| 1959 | 2355        | [ 8 ]       |
| 1970 | 3395        | [ 8 ]       |
| 1979 | 3386        | [ 8 ]       |
| 1989 | 4071        | [ 8 ]       |
| 2001 | 5037        | [ 8 ]       |
| 2011 | 5417        | [ 9 ]       |